# Николаевка (Кагульский район)
Никола́евка (рум. Nicolaevca) — село в Кагульском районе Молдавии. Наряду с сёлами Гэвэноаса и Владимировка входит в состав коммуны Гэвэноаса.

## География
Село расположено на высоте 106 метров над уровнем моря.

## Население
По данным переписи населения 2004 года, в селе Николаевка проживает 748 человек (374 мужчины, 374 женщины).
Этнический состав села:
| Национальность | Число жителей | Процентный состав |
| -------------- | ------------- | ----------------- |
| молдаване      | 299           | 39.97             |
| гагаузы        | 228           | 30.48             |
| украинцы       | 172           | 22.99             |
| болгары        | 30            | 4.01              |
| русские        | 15            | 2.01              |
| цыгане         | 1             | 0.13              |
| румыны         | 1             | 0.13              |
| поляки         | 1             | 0.13              |
| прочие         | 1             | 0.13              |
| Всего          | 748           | 100%              |